# Adam Lisewski
Adam Michał Lisewski (Varsavia, 20 febbraio 1944 – Varsavia, 23 febbraio 2023) è stato uno schermidore polacco, specializzato nel fioretto. È stato vincitore di una medaglia di bronzo nella scherma ai Giochi olimpici.